# Церетели (станция метро)

Схема тбилисского метрополитена

«Церете́ли» (груз. წერეთელი; ранее официально груз. წერეთლის გამზირი [Церетлис гамзири] — Проспект Церетели) — промежуточная станция Тбилисского метрополитена. Расположена на Сабурталинской линии в Тбилиси.

## История и происхождение названия
Открыта 15 сентября 1979 года в составе пускового участка Сабурталинской линии «Садгурис моедани-2» — «Делиси». Изначально официально именовалась по нахождению на Проспекте Церетели, на который выходит вестибюль. Проспект в свою очередь назван в честь грузинского просветителя князя Акакия Церетели. В 2011 году, в связи с изменением имён станций, этой станции упростили имя до «Церетели»

## Архитектура и оформление
До ремонта платформа станции освещалась рядом красивых люстр. В 2006 году была реконструирована в ходе масштабной реконструкции нескольких станций метрополитена: установлены пластиковые декоративные панели и экраны для телевизоров.

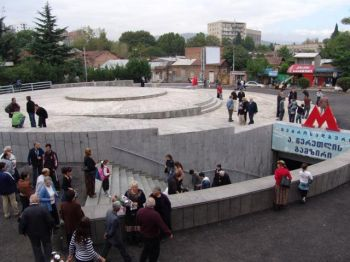
беспавильонный вестибюль
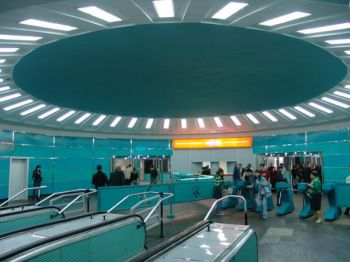